# Noël Saunier
Pour les articles homonymes, voir Saunier (homonymie).
Noël Saunier né le 28 septembre 1847 à Vienne (Isère) et mort le 7 janvier 1890 à Paris est un peintre français.

## Biographie
Noël Eugène Saunier est le fils du peintre Charles Marie Félix Saunier (1815-1889), et de Sophie Adéline Vinot. Son frère Charles Saunier deviendra écrivain et critique d’art.
Il est élève d'Isidore Pils et expose au Salon.
Il épouse Isabelle Marie Pauline Cuvelhier.
Il meurt le 7 janvier 1890 à son domicile parisien de la rue Dutot ; Luc-Olivier Merson est témoin du décès devant l'état civil. Il est inhumé le 9 janvier.